# Elecciones presidenciales de Paraguay de 1939
Las elecciones presidenciales de Paraguay de 1939 tuvieron lugar el 30 de abril de 1939 para elegir al presidente y vicepresidente de la república, los únicos candidatos presentados fueron el general José Félix Estigarribia y Luis A. Riart respectivamente nominados por el Partido Liberal, para suceder al presidente saliente Félix Paiva por el período constitucional 1939-1943. Los demás partidos, específicamente el Partido Colorado, decidieron no participar, optando el tradicional abstencionismo, aduciendo la unidad partidaria.